# Ageneiosus militaris
Ageneiosus militaris es una especie de pez de la familia Auchenipteridae en el orden de los Siluriformes.

## Morfología
Los machos pueden llegar alcanzar los 30 cm de longitud total.

## Distribución geográfica
Se encuentran en Sudamérica: cuenca del río de La Plata en la Argentina.